# Надречное (Волынская область)
Надречное (укр. Надрічне) — село в Камень-Каширской городской общине Камень-Каширского района Волынской области Украины.
Население по переписи 2001 года составляет 22 человека. Почтовый индекс — 44562. Телефонный код — 3357. Занимает площадь 0,219 км².